# Перша хокейна ліга Польщі
Перша хокейна ліга Польщі (пол. I liga polska w hokeju na lodzie) — друга за значенням хокейна ліга Польщі з хокею із шайбою. 
Переможець ліги переходить до Польської Екстраліги з хокею, а найслабша команда понижується у класі до 2-ї ліги. Проведенням чемпіонату займається Польський союз хокею на льоду (ПЗХЛ). У чемпіонаті змагаються 10 команд але через брак коштів, найчастіше виступає 7-8 клубів.

## Історія
У 1955 році Польський союз хокею на льоду провів реформу в системі чемпіонату Польщі з хокею, створивши ліги I і II рівня. Перша з них була І ліга, яку називають Екстракляса, а інша стала другої лігою. Ліги складались з 8 команд і поділялись на групи за географічним розташуванням. Переможець ліги отримав підвищення в класі. У сезоні 1958/1959 ліга була скорочена до 6 команд, а в сезоні 1959/1960 років відновлена у старому форматі з восьми клубів. У наступні роки, формат змагань змінювався до появи третьої ліги у 2012 році.

## Переможці
- 1956: Завіша (Бидгощ)
- 1957: П'яст (Цешин)
- 1958: ЛКС (Лодзь)
- 1959: Поморжанін (Торунь)
- 1960: Полонія (Бидгощ)
- 1961:
- 1962: Напшуд Янув
- 1963: ЛКС (Лодзь)
- 1964: Гурник (Мурцьки)
- 1965: Поморжанін (Торунь)
- 1966: КТХ Криниця
- 1967: Краковія Краків
- 1968: Влукняж (Згеж)
- 1969: ЛКС (Лодзь)
- 1970: Унія Освенцім
- 1971: Заглембе Сосновець
- 1972: КТХ Криниця
- 1973: Заглембе Сосновець
- 1974: Легія Варшава
- 1975: ГКС Тихи
- 1976: Сталь Сянок
- 1977: Краковія Краків
- 1978: Легія Варшава
- 1979: ГКС Тихи
- 1980: БТХ (Бидгощ)
- 1981: Полонія Битом
- 1982: Сточньовець Гданськ
- 1983: Унія Освенцім
- 1984: Сточньовець Гданськ
- 1985: КТХ Криниця
- 1986: Полонія (Бидгощ)
- 1987: Унія Освенцім
- 1988: Поморжанін (Торунь)
- 1989: Полонія (Бидгощ)
- 1990: ЛКС (Лодзь)
- 1991: Зофіовка (Ястшембе)
- 1992: СТС Сянок
- 1993: Сосновець
- 1994: БТХ Бидгощ
- 1995: Зніч (Прушкув)
- 1996: КТХ Криниця
- 1997:
- 1998:
- 1999:
- 2000: Полонія Битом
- 2001: Заглембе Сосновець
- 2002: ТКХ Торунь
- 2003: «Орлік» (Ополе)
- 2004: Краковія Краків
- 2005: Заглембе Сосновець
- 2006: КТХ Криниця
- 2007: Полонія Битом
- 2008: ГКС (Ястшембе)
- 2009: Унія Освенцім
- 2010: КТХ Криниця
- 2011: Неста (Торунь)
- 2012: ГКС Катовіце
- 2013: Полонія Битом
- 2014: Напшуд Янув
- 2015: Заглембе Сосновець
- 2016: Автоматика Сточньовець 2014
- 2017: Напшуд Янув
- 2018: Неста (Торунь)
- 2019: Напшуд Янув
- 2020: Заглембе Сосновець
- 2021: Полонія Битом
- 2022: МОСіР (Сянок)
- 2023: МОСіР (Сянок)
- 2024: Напшуд Янув[1]
- 2025: Напшуд Янув[2]